# Controversia militar de John Kerry
Durante la candidatura de John Kerry en las Elecciones presidenciales de Estados Unidos del 2004, un problema político que ganó amplia atención pública fue el registro de la Guerra de Vietnam de Kerry. En los anuncios de televisión y el libro llamado Unfit for Command (Incapaz de Comandar), en coautoría por John O'Neill y Jerome Corsi, los Swift Boat Veterans for Truth (SBVT), un grupo de 527, conocido más tarde como los Swift Vets and POWs for Truth, cuestionó detalles de su registro de servicio militar y las circunstancias relacionadas con el mérito de sus medallas en combates. Su campaña contra la contienda presidencial de Kerry recibió amplia publicidad, pero fue desacreditada posteriormente y dio lugar al neologismo "swiftboating", para describir un ataque político injusto o falso. Defensores del registro de servicio de John Kerry, incluyendo a casi todos sus antiguos compañeros de tripulación, declararon que las alegaciones de los SBVT eran falsas.

## Swift Boat Veterans for Truth
Varios miembros del Swift Boat Veterans for Truth (SBVT) sirvieron en la misma unidad que Kerry y uno, Stephen Gardner, sirvió como tripulante en el barco de Kerry. Un número de los críticos de Kerry del SBVT acompañaron a los Swift Boats en una de las campañas de combate por la cual Kerry fue condecorado con la Estrella de Bronce y su tercer Corazón púrpura. Otro miembro del SBVT, Dr. Louis Letson, fue el físico que clamó haber tratado a Kerry por su herida obtenida por su primer Corazón Púrpura. Larry Clayton Lee fue el único miembro del SBVT en participar en la campaña en el cual se le otorgó la Estrella de Plata a Kerry. Ningún miembro del SBVT participó en las campañas relacionadas con la premiación de Kerry con su segundo Corazón Púrpura.
En adición al cuestionamiento del mérito de muchos de los premios de Kerry, el SBVT desacreditó su actividad antimilitarista después de Vietnam y disputó la honestidad de su testimonio subsecuente sobre la conducta militar americana demostrada en esa guerra. Muchos observadores políticos lo vieron como un reflejo de la "verdadera razón detrás de la campaña de los Swift Boat". Todas las alegaciones haciendo referencia al servicio de Kerry en Vietnam y sus reconocimientos fueron hechos durante la campaña presidencial de Kerry del 2004 mientras que la actividad antimilitarista de Kerry posterior a Vietnam había sido sujeto de controversia.
Defensores del registro de servicio de John Kerry, incluyendo a casi todos de sus antiguos compañeros de tripulación, han declarado que las alegaciones del SBVT son falsas.

## Alegaciones y evidencia

### Purple Heart (Corazón púrpura) – criterios generales
El criterio del Corazón Púrpura llama a su condecoración por cualquier herida recibida durante el combate que requiera tratamiento por un oficial médico; los militares no hacen distinción con respecto a la severidad de la herida. Bajo las regulaciones militares, el Corazón Púrpura puede ser también premiada por heridas de "fuego amigo" en el "calor de la batalla", siempre y cuando el fuego sea dirigido "bajo una completa intención de causar daño o destruir tropas o equipo enemigo".
Un artículo del Boston Globe describió las circunstancias en las cuales los Corazones Púrpuras fueron otorgados al personal herido de los Botes Swift en Vietnam: "'Había un montón de Corazones Púrpuras—de metralla; algunos de los cuales tal vez fueron granadas M-40,' dijo George Elliott, el oficial al mando de Kerry. 'Los Corazones Púrpuras bajaban en cajas. Kerry, él tenía tres Corazones Púrpuras. Ninguno de ellos lo llevó fuera de servicio. Sin menospreciarlo, esa era más la regla que la excepción".
En el libro de Douglas Brinkley, Tour of Duty: John Kerry and the Vietnam War (Gira del Deber: John Kerry y la Guerra de Vietnam), Brinkley nota que los Corazones Púrpuras fueron otorgados frecuentemente:
"Tal como se entiende generalmente, el Corazón Púrpura es dado a cualquier ciudadano de EU herido en servicio en tiempo de guerra a la nación. La entrega de los Corazones Púrpuras incrementó mientras Estados Unidos empezaba a mandar a los Swifts río arriba. Los marineros—ya no seguros en los portaaviones o barcos de guerra en el Golfo de Tonkin—estaban empezando a sangrar, mucho".
De acuerdo con Los Angeles Times:
"Las reglas de la marina que durante la Guerra de Vietnam regían a los Corazones Púrpuras no tomaban en consideración la severidad de la herida—y solo especificaban que las heridas debían ser sufridas 'en acción contra un enemigo'".
"Una revisión de Times de los reportes y las condecoraciones de ese período en la unidad de Kerry de botes Swift muestra que muchos otros del personal del bote Swift ganaron Corazones Púrpuras por heridas leves de origen incierto".

#### Primer Corazón Púrpura
Algunos miembros del SBVT han cuestionado la propiedad del primer Corazón Púrpura de Kerry, recibido por una herida sufrida el 2 de diciembre de 1968. Kerry se mantuvo en deber tras ser herido, y buscó tratamiento en consulta médica del día siguiente. Afirman que la lesión era demasiado pequeña como para merecer una cita porque el único tratamiento que Kerry recibió, tras el retiro de una pieza de metralla de su brazo, fue bacitracina (un antibiótico) y un vendaje, y él regresó a servicio inmediatamente. Otros miembros de la división, incluyendo al menos a un miembro del SBVT, recibieron Corazones Púrpuras bajo circunstancias similares. SBVT también demanda que la herida no fue de fuego enemigo pero sí de una metralla que él mismo disparó,
"Heridas auto-infligidas eran premiadas si ocurrían 'en el calor de la batalla, y no involucraba una negligencia grave'. Las críticas de Kerry insistían que su herida no habría calificado, pero ex-oficiales de la marina que trabajaron en la rama de premios de servicio durante ese momento, dijeron que esas condecoraciones eran rutina".
En la noche en cuestión, Kerry no estaba en un Swift Boat, sino en un skimmer de 15 pies. Kerry abrió fuego contra presuntos guerrilleros en la orilla. Durante este encuentro, Kerry sufrió una herida de metralla en el brazo izquierdo por encima del codo. Los hechos difieren entre la tripulación a bordo del skimmer, la fuente de la lesión de Kerry - Kerry ha declarado que él no sabe de donde salió la metralla —ni otros detalles mayores.
James Wasser, quien más tarde se convirtió en el "hombre radar" de Kerry en el PCF 44, estaba sirviendo como intérprete a bordo y en misiones de búsqueda en el momento; en la noche del 2 de diciembre él estaba en el bote Swift que acompañaba al skimmer, interrogando a pescadores recogidos por el skimmer.
Las afirmaciones del SBVT sobre el incidente se basan principalmente en un reporte del jubilado contralmirante William Schachte, entonces teniente. Schachte ha indicado que él llevó regularmente misiones de entrenamiento para los oficiales recién llegados como Kerry. Una de las tácticas descritas por Schachte era que un Swift Boat remolcara el skimmer a la zona de destino y esperar cerca. El skimmer, tripulado por tres personas, "entraría, abriría fuego y saldría de inmediato". Los Barcos Swift o el apoyo en aire que esperaban atacarían a los enemigos ya detectados. Schachte declaró que había participado en todas las misiones anteriores skimmer e incluyendo la noche en que Kerry resultó herido, aunque esta última afirmación no pudo sustentarla.
En una entrevista en 2003, Schachte no hizo mención de estar en el skimmer con Kerry esa noche; además, describió la acción como un " tiroteo" y de Kerry dijo, "Él fue herido".  En agosto del 2004, sin embargo, Schachte declaró que él era el oficial superior del skimmer de Kerry esa noche, con un solo hombre también a bordo, que hizo estallar un brote después de detectar movimiento, y abrió fuego. Afirmó que no hubo fuego de respuesta, y que Kerry fue "mellado" por un fragmento de un lanzagranadas M-79 que se disparó a sí mismo. Por otra parte, mientras que Schachte ha descrito a Kerry como, en su momento, un "novato [que] nunca se puso al mando" de una misión skimmer, a Kerry incluso se le dio el mando de una Embarcación Swift y su tripulación a solo tres días después de la misión del skimmer y enviado a una zona de combate.
Los compañeros de tripulación de Kerry, Bill Zaladonis y Patrick Runyon refutaron la versión de Schachte del 2004. Zaladonis declaró que "Yo, Pat Runyon, y John Kerry, éramos los únicos en el skimmer". Runyon añadió:  "Bill y yo no somos los más inteligentes, pero podemos contar hasta tres". Ellos relataron que el skimmer abrió fuego contra presuntos guerrilleros que intentaban evadir la patrulla, mientras huían de canoas en la orilla. Tanto Runyon y Zaladonis creen, pero no del todo, que el skimmer recibió de regreso fuego hostil; Runyon comentó: "Fue la noche más aterradora de mi vida". Runyon también declaró que está "100 por ciento seguro" de que nadie en el barco disparó un lanzagranadas. Zaladonis señaló que Schachte pasó "un montón de" otras misiones skimmer y especuló que Schachte podría haber mezclado inadvertidamente sus fechas.
En un anuncio de televisión SBVT, el Dr. Lewis Letson afirmó: "Sé que John Kerry está mintiendo acerca de su primer Corazón Púrpura porque yo lo traté por esa lesión", pero no especificó la supuesta mentira; posteriormente dieron cuentas variadas de su supuesta interacción con Kerry. Los registros médicos de Kerry listan a un médico, J. C. Carreón, como la "persona administrando el tratamiento" para esta herida. El nombre del Dr. Letson no aparece en el registro, pero Letson afirmó que era común para los médicos firmar el papeleo aunque fuera Letson quien trataría al paciente. Esa afirmación no puede ser verificada ya que Carreón murió en 1992. Además, Letson afirmó que se le dio la información a través de miembros de la tripulación de Kerry que lo acompañaron a la clínica, pero que ni Zaladonis ni Runyon acompañaron a Kerry, ni a alguno de su tripulación que estaba cerca de la embarcación Swift apoyó su declaración.
El miembro SBVT, Grant Hibbard, quien fue comandante de Kerry en el momento, ha afirmado que Kerry llegó con él la mañana posterior al incidente, después de que él había estado en la enfermería, afirmando que él era elegible para un Corazón Púrpura. Hibbard también ha afirmado que rechazó la solicitud de Kerry y no sabe cómo el premio eventualmente llegó a ser concedido, a pesar de que había declarado inicialmente que él accedió a la cuestión de la concesión. La carta de presentación de la premiación data el 28 de febrero de 1969.
Además, Hibbard indicó en Inservible para el Comando (Capítulo 3) que le habían dicho que "nuestras unidades habían disparado a algunas unidades de capital de riesgo que se ejecutaban en la playa", que de ser cierto sería cumplir los criterios para el Corazón Púrpura.
SBVT también apunta a la narración de un evento posterior en el Tour of Duty (pp. 188-189). Brinkley abre el reporte de un crucero de cuatro días al afirmar que "Kerry- que acababa de cumplir 25 el 11 de diciembre de 1968 fue un buen líder de sus hombres". Él continua citando las reflexiones de Kerry en su cuaderno: "Un sentimiento arrogante de invencibilidad nos acompañó hasta el canal de navegación de Long Tau porque no nos habían disparado aun y a los estadounidenses en la guerra que aun no han sido disparados se les permitía ser engreídos". SBVT argumenta que esta entrada de diario muestra que el incidente del 2 de diciembre no podía involucrar fuego enemigo. Otros argumentan que Kerry se refería a las emboscadas, una desgracia común para los Barcos Swift que Kerry aun no había sufrido, o para la tripulación en conjunto, ya que utiliza el término "nosotros" en lugar de "yo" , por lo que la mayoría de sus tripulantes claramente habían sido "disparados" antes.

### Estrella de Bronce
La Estrella de Bronce de Kerry ha sido criticada por el excomandante del Swift Boat, Larry Thurlow. Durante el incidente que llevó a la medalla, Thurlow estaba al mando táctico total de cinco barcos, entre ellos el de Kerry. El incidente comenzó cuando uno de los barcos golpeó una mina. En 2004 Thurlow, junto con otros dos miembros del SBVT, alegó que la citación de Kerry por su valentía bajo fuego es falsa porque ni el barco de Kerry ni ninguno de los otros estaban bajo fuego hostil. En una declaración jurada sobre el incidente, Thurlow testificó: "Nunca escuché un tiro".  De los tres comandantes de las embarcaciones presentes además de Kerry y Thurlow, dos son miembros SBVT que ahora afirman que no hubo fuego hostil durante el incidente. Pero uno de ellos resultó gravemente herido con una conmoción cerebral y el otro abandonó la escena desde el principio para acompañar al herido a un lugar seguro. Solo Kerry y Thurlow se quedaron a trabajar en el control de daño.  El otro comandante del barco presente, Don Droz, más tarde murió en acción; sin embargo, su viuda recuerda el relato de Droz como consistente con el de Kerry.
Varios otros testigos insisten en que no hubo fuego hostil durante el incidente. Jim Rassmann, el capitán de las Fuerzas Especiales que Kerry rescató, escribió, "fuego de ametralladoras surgió de las dos orillas del río. ...Cuando salí a la superficie, todos los barcos Swift se habían ido, y yo estaba solo tomando fuego de ambos bancos. Para evitar el fuego enemigo, en repetidas ocasiones nadé bajo el agua". Del Sandusky, el timonel en el barco de Kerry , PCF- 94 , dijo: "Yo vi los destellos de armas en la selva, y vi las balas que saltaban a través del agua. "Wayne Langhofer, que tripulaba la ametralladora en el PCF- 43 de Don Droz, declaró: " Hubo una gran cantidad de disparos en marcha, y venían desde ambos lados del río". Michael Medeiros, a bordo del PCF- 94, recordó "una emboscada masiva. Hubo cohetes y fuego de ametralladora ligera, además de las armas pequeñas". Jim Russell, el oficial de operaciones psicológicas de la unidad, que estaba en el PCF- 43, escribió "Todo el tiempo estábamos tomando fuego de armas pequeñas de la playa ... Él que no cree que nos habían disparado en contra debe haber estado en un diferente río".
Aunque no se menciona en No apto para el comando, el propio Thurlow fue galardonado con una Estrella de Bronce por sus acciones durante el mismo incidente. La citación de Thurlow incluye varias frases que indican fuego hostil como "a pesar de balas enemigas volando sobre él" y "el fuego de armas pequeñas y de armas automáticas enemigas", y habla de fuego dirigido a "todas las unidades" de la flota de los cinco barcos. La recomendación de la medalla de Thurlow, firmada por Elliott, utiliza el fraseo "bajo constante fuego de armas pequeñas enemigas". También menciona en "No apto para el comando "era el nombre de Robert Lambert, suboficial de Thurlow que fue el testigo oficial citado por recomendación de la Estrella de Bronce de Thurlow, y que recibió su propia Estrella de Bronce por "valor bajo fuego" por tirar a Thurlow fuera del agua. Lambert sigue insistiendo en que los barcos estaban recibiendo fuego del enemigo.
El informe posterior a la acción está rubricado "KJW", que SBVT reclama que es Kerry. Sin embargo, las iniciales de Kerry son "JFK", y SBVT no cita alguna razón de porqué Kerry habría incluido una "W". Estas mismas iniciales "KJW" aparecen en otros informes sobre los eventos en los que Kerry no participó. Un oficial de la Marina declaró al New York Times que las iniciales se refieren, no al autor del informe, sino al miembro del personal de la sede que la recibió.
Además, el comandante de la base de Kerry, Adrian Lonsdale, declaró que de acuerdo a la prioridad que se había propuesto en su orden de operaciones, Kerry sería el "único candidato lógico" para escribir el informe basado en su tiempo de servicio en Vietnam. Sin embargo, los registros indican que Kerry en realidad tenía la menor cantidad de tiempo en Vietnam que cualquiera de los oficiales allí ese día (aunque Droz había llegado a Anthoi algo más tarde que Kerry).
Además, el SBVT afirmó que el informe después de acción para el incidente fue enviado por el guardacostas donde Kerry había recibido tratamiento médico, el USCGC Spencer. Pero los documentos pertinentes de la Marina indican que el informe fue transmitido probablemente de un barco con un indicador de encaminamiento que se aplicaría al Condado LST Washtenaw (LST- 1166), donde todos los oficiales que no habían sido evacuados que habían servido en la misión fueron atracados por la noche.
Por último, más allá de las citas de la medalla, todos los documentos de la Marina estadounidense indican fuego hostil durante la acción. El barco de Kerry (PCF- 94) incluso recibió un reconocimiento especial del capitán Roy Hoffmann el 14 de marzo en su informe semanal de sus hombres; la descripción del informe del fuego hostil no se disputó en el momento. El PCF-94 tuvo más daño que tenía que ser reparado antes de regresar a las patrullas. También, reportes de inteligencia posteriores confirman la presencia de fuerzas hostiles.

### Estrella de Plata
La medalla de estrella de plata de Kerry ha sido puesta en duda por George Elliott, excomandante de Kerry y miembro de SBVT. La posición declarada de Elliott sobre la adjudicación cambió durante el curso de la campaña presidencial del 2004.
La citación de la medalla de Kerry indica que arremetió contra una emboscada, matando a un enemigo que se preparaba para lanzar un cohete. En su evaluación de desempeño de 1969, Elliot escribió "En un entorno de combate a menudo requieren una acción independiente, decisiva, LTJG [Alférez de Navío] Kerry era insuperable. Él constantemente revisaba tácticas y lecciones constantemente aprendidas en operaciones fluviales y aplicaba su experiencia en cada oportunidad. En una ocasión, mientras que estaba al mando táctico de una operación de tres embarcaciones, sus unidades fueron tomadas bajo el fuego de la emboscada. El LTJG Kerry evaluó rápidamente la situación y ordenó a sus unidades para voltearse directamente a la emboscada. Esta decisión dio lugar a encaminar a los atacantes con varios muertos en acción. El LTJG Kerry emerge como el líder reconocido en su grupo. Su porte y aspecto están por encima de cualquier reproche".
Durante la campaña de reelección del Senado de Kerry de 1996, cuando hubo críticas a su Estrella de Plata, Elliott respondió: "El hecho de que él persiguió a enemigos armados no es algo para ser menospreciado". En junio del 2003, Elliott fue citado diciendo que el premio era "merecido y que no tenía arrepentimientos o dudas en absoluto sobre eso".
Durante la campaña del 2004, sin embargo, Elliott firmó dos declaraciones juradas que critican el premio. El primero, en julio del 2004, establece en parte: "Cuando Kerry volvió a los Estados Unidos, él mintió acerca de lo ocurrido en Vietnam..." Después de la publicación de esta primera declaración jurada, Michael Kranish del Boston Globe citó a Elliott diciendo: "Fue un error terrible probablemente para mí firmar la declaración jurada con esas palabras. Yo soy el que está en problemas aquí... yo sabía que estaba mal... en un apuro lo firmé y lo mande por fax de regreso. Eso fue un error". Elliott afirmó que Kranish lo había citado mal sustancialmente, pero el Globe se mantuvo por su rendición de cuentas, llamando a las citas en disputa "absolutamente exactas".
La historia obligó a Elliott a lanzar una segunda declaración jurada, en agosto del 2004, en la que afirmó: "Si hubiera sabido los hechos, no habría recomendado a Kerry para la Estrella de Plata por simplemente perseguir y despachar a un solo herido huyente del Viet Cong". La segunda declaración jurada que hizo Elliott llama una "aclaración inmaterial", en la que admitió que no tenía conocimiento personal de las circunstancias del tiroteo. Más bien, su declaración inicial que Kerry había sido deshonesto se basó en fuentes no especificadas y un pasaje aportado por Kranish a una biografía de Kerry.
Sin embargo, a pesar de que Elliott afirma que no estaba en posesión de los hechos del caso, la citación original que Elliott escribió (que no es la cita que aparece en "No apto para el Comando") incorpora la mayoría de los detalles en el informe posterior de la acción. El informe señala que Kerry persiguió y le disparó a un solo herido, huyente de Viet Cong. Además, se establece que las PCF estaban llenas de soldados, que los tres barcos se convirtieron en la primera emboscada y vararon, que las tropas llevaron a cabo el primer barrido, y que mientras Kerry llevó el primer partido de aterrizaje durante el segundo barrido, las partes que aterrizaban y las tropas siguieron y sacaron el VC. 
Los miembros de la tripulación de Kerry que estaban allí ese día no están de acuerdo con la caracterización de Elliott del evento en sus declaraciones juradas en 2004. Sostienen que el soldado enemigo, aunque herido, seguía siendo una amenaza. Por ejemplo, uno de ellos, Fred Short, dijo: "El hombre se disponía a ponerse de pie con un cohete en su hombro, subiendo. Y el señor Kerry lo sacó... habría sido alrededor de un tiro de 30 yardas... No había manera de que no fallara". Del Sandusky, segundo al mando de Kerry, describió las consecuencias de la armadura ligera Swift Boat: "Charlie habría iluminado con nosotros como una vela romana porque estábamos llenos de combustible, y llenos de municiones". Otro testigo declaró que el VC "tenía una herida de entrada en el lado de su pecho y orificio de salida en el lado opuesto de la cavidad torácica, una herida que estaba de acuerdo con informes del hombre que da vuelta para disparar un segundo B- 40 cohetes".
El único miembro de SBVT que estaba presente ese día, Larry Clayton Lee, ha declarado que cree que Kerry ganó la Estrella de Plata.
Otro testigo visual, William Rood, un antiguo editor del Chicago Tribune, en un artículo del 2004 dio un reporte que apoyaba la versión de Kerry de los eventos ese día. Rood era un comandante del PCF-23, el cual era uno de los dos Botes Swift que acompañaron al PCF-94 de Kerry.
Rood descontado varias acusaciones específicas hechas por SBVT sobre el incidente. En su (segunda mano) cuenta libro, O'Neill implicaba que Kerry persiguió un "adolescente en un taparrabos agarrando un lanzagranadas que pudo estar o no cargado", solitario sin venir bajo fuego enemigo de sí mismo. Por el contrario, Rood indicó que había múltiples atacantes, hubo fuego hostil pesado, y la guerrilla Kerry disparo fue "un hombre adulto, vestido con el tipo de atuendo del Viet Cong que generalmente llevaban" armado con un "cargado lanzador de cohetes B-40". También, O'Neill llama táctica de Kerry de cobrar la playa "estupidez, no coraje". Del mismo modo, Hoffman caracteriza las acciones de Kerry como imprudentes e impulsivas. Sin embargo, Rood afirmó que la táctica de Kerry de recobrar la playa se discutió de antemano y de mutuo acuerdo con los otros comandantes de barco Swift. También señala que, en el momento, Hoffman elogió a los tres comandantes en barco Swift y llamó a las tácticas desarrolladas "un brillante ejemplo de como completamente abrumar al enemigo" y que "pueden ser el método más eficaz de hacer frente a un pequeño número de atacantes". O'Neill respondió que la crítica de Rood fue "muy injusta" y afirmó que la cuenta de los acontecimientos de Rood no es sustancialmente diferente de lo que parecía en su libro No apto para el mando, para el que Rood había declinado una entrevista. Los testigos estadounidenses al segundo barrido, incluyendo miembro SBVT Larry Clayton Lee, han declarado que hubo múltiples VC en la escena del segundo barrido.
Los relatos de testigos vietnamitas son consistentes en varios puntos con Rood. El Ba Thanh, que la guerrilla mató en el ejercicio de la B- 40 lanzacohete, era "grande y fuerte",  en sus últimos años 20. El fuego retorno también fue intenso, según Vo Van Tam, que era entonces un comandante local Viet Cong: "Dirigí compañeros de Ba Thanh, toda la unidad, a luchar, y corrió alrededor de la espalda y luchó contra los estadounidenses desde atrás. ...trabajado con los soldados de la ciudad para disparar contra los barcos estadounidenses". No hay testigos vietnamitas vieron cómo Thanh murió o lo vieron siendo perseguido por un estadounidense.
Ningún individuo que estaba presente ese día ha discutido la versión de Kerry de los eventos, tampoco han sugerido que él no ganó la Estrella de Plata, y algunos dicen que los reportes dados por No apto para el Comando eran falsos.
O'Neill establece que la Medalla de Plata fue condecorada después de solo dos días, "sin revisión".
Algunos críticos cuestionaron la razón de la existencia de tres versiones de la citación de la estrella de plata con las variaciones en la redacción, el primer fue firmado por el vicealmirante Zumwalt, como Comandante de las Fuerzas Navales de Estados Unidos, Vietnam, el segundo fue firmado por el almirante John Hyland como Comandante en Jefe de la Flota del Pacífico de Estados Unidos, y la tercera está firmado por John Lehman, como Secretario de la Marina. En este sentido, el Sr. Lehman, quien se desempeñó como secretario de 1981 hasta 1987, fue citado diciendo que nunca había visto o firmado la última cita (la citación de Kerry de un "misterio total" al exjefe de la marina de guerra Thomas Lipscomb, Chicago Sun-Times, 28 de agosto del 2004). Sin embargo, en la documentación de su investigación de las medallas de Kerry octubre del 2004, la oficina del inspector general Armada describió la primera versión, ya que la "versión COMUSNAVFOR Vietnam, firmado por VADM Zumwalt" y la segunda versión como la "versión oficial, firmado por la autoridad premio delegado, ADM Hyland, CINCPACFLT". En cuanto a la tercera versión, el informe lo describió como uno de los varios "citas duplicadas" que se emitieron en 1985 después de "considerables esfuerzos por correspondencia indicando en los últimos años a perseguir abajo varias citas", y afirmó que los menores de nombre de Lehman probablemente fueron firmados por la máquina.  Además, en octubre de 2004, Rowan Scarborough del Washington Times reportó:

Oficiales de la Marina dicen que no hay evidencia de que la estrella de plata de Kerry, Estrella de Bronce y tres Corazones Púrpura fueron alguna vez rescindidas y que no hay evidencia de mala conducta en sus registros. Él recibió nuevas citas de medallas a mediados de la década de 1980. Las autoridades dicen que la Marina recibe puntajes, y tal vez cientos, de dichas solicitudes cada año a partir de los veteranos que quieren una segunda copia o han perdido los originales. Las solicitudes simplemente se ponen a través de una máquina que implanta la firma del secretario de la marina de guerra actual. La firma de John Lehman, a través de una máquina, aparece en la nueva citación del señor Kerry por su Estrella de Plata.

Al comentar sobre el tema estrella de plata, el senador republicano John Warner, quien fue subsecretario de la Marina en el momento, dijo "Hicimos extraordinaria, cuidadoso control sobre ese tipo de medalla, uno muy alto, cuando pasa por el secretario. Me atengo a el proceso que otorgó la medalla, y creo que mejor reconocemos que su heroísmo hizo ganar ese reconocimiento". Elmo Zumwalt, Comandante de las Fuerzas Navales de los Estados Unidos en Vietnam en ese momento, firmó la Estrella de Plata original de Kerry y defendió el premio en 1996, diciendo: "Es una vergüenza para la Marina de los Estados Unidos de que no hay ninguna inferencia de que el proceso [medalla] era que no sea totalmente honesto nada". Boston Herald, 28 de octubre de 1996.

### Misión de Camboya
El 27 de marzo de 1986, mientras daba un discurso ante el Senado, Kerry mencionó que estaba en Camboya en un barco rápido alrededor de la Navidad de 1968, durante la guerra de Vietnam. Durante ese encuentro, Kerry dijo que fue baleado por vietnamitas y Khmer Rouge camboyanos, mientras que el presidente había dicho al pueblo estadounidense que el personal militar no estaban en Camboya. De acuerdo con la biografía del Boston Globe de Kerry, que más tarde recordó que después del incidente de la víspera de Navidad, comenzó a desarrollar una profunda desconfianza de los pronunciamientos del gobierno de EE. UU.
Un capítulo de SBVT de No apto para el Comando cuestionó las declaraciones de Kerry de que estaba en Camboya durante la guerra. Kerry no reclamó haber sido enviado en una misión encubierta a Camboya en la Nochebuena de 1968. Por el contrario, creía en el momento en que había cruzado la frontera durante una patrulla cerca de la frontera, durante el cual fueron emboscados los barcos y más tarde quedó bajo fuego amigo de los soldados de Vietnam del Sur. Ninguno de los compañeros de tripulación de Kerry confirmaron haber sido enviados a Camboya. Uno de los tripulantes, miembro del SBVT Steven Gardner, afirmó que era físicamente imposible cruzar la frontera camboyana, por estar bloqueada y patrullada por botes patrulla; sin embargo, el barco de Kerry estaba evidentemente patrullando con PBRs durante la misión en cuestión. Algunos miembros de la tripulación han declarado que pudieron en algún momento haber entrado en Camboya sin saberlo. James Wasser, que estaba en PCF- 44 en esa misión diciembre, mientras decía que él creía que estaban "muy, muy cerca" de Camboya, no recuerda realmente cruzar; también señaló que era muy difícil saber su posición exacta en la zona fronteriza. Una propia entrada de diario de Kerry en este escrito la noche de la misión, no dice específicamente que entraron Camboya. Sin embargo, sí afirman que PCF- 44 estaba en algún lugar "hacia Camboya" para dar cobertura a dos patrulleras más pequeños, y en el sarcasmo, que consideraba mensajería saludos de Navidad a sus comandantes "de la unidad de tiempo del mercado más interior" y que un tribunal marcial por el incidente "tendría sentido". Además, George Elliott señaló en el informe de la aptitud de Kerry que había estado en una emboscada durante la tregua de Navidad 24 horas, que comenzó en la víspera de Navidad.
Michael Meehan, portavoz de la campaña de Kerry, respondió a las acusaciones de SBVT con una declaración que Kerry se refería a un período en que Nixon había sido presidente electo y antes de ser inaugurado. Meehan llegó a afirmar que Kerry había estado "en profundidad de aguas enemigas" entre Vietnam y Camboya y que su barco fue atacado en la frontera con Camboya. Meehan también dijo que Kerry cruzó secretamente encima en Camboya para dejar a las fuerzas de operaciones especiales en una ocasión posterior, pero que no había documentación para tales misiones y no podía a continuación las fechas.
Basándose en el examen de las revistas y diarios de operación de Kerry, el historiador Douglas Brinkley coloca las misiones secretas poco después de Navidad. En una entrevista con el Daily Telegraph de Londres, Brinkley dijo que Kerry había entrado en aguas camboyanas tres o cuatro veces en enero y febrero de 1969 sobre las misiones clandestinas, de dejar a los Estados Unidos los sellos, los Boinas Verdes, y agentes de la CIA. Brinkley añadió: "Él era un maestro de ferry, un tipo de retorno, pero era peligroso como el infierno. Kerry lleva un sombrero que se le dio a una agente de la CIA. En una parte de sus diarios que yo no utilizo escribe sobre discusiones con los chicos de la CIA que estaba cayendo fuera".
En una entrevista con Tim Russert en "Meet the Press", Kerry corrigió su declaración 1979 acerca de estar "cinco millas a través de la frontera" en la víspera de Navidad, pero reiteró que él estaba en una patrulla en la frontera en esa fecha y que había sido enviado en una misión encubierta en una fecha posterior.
En el libro, O'Neill argumenta que un comandante Swift barco habría sido "seriamente disciplinada o consejo de guerra" para cruzar la frontera con Camboya. Los críticos señalan la incompatibilidad entre esta descripción y reivindicaciones propias de O'Neill documentado en una conversación con el presidente Nixon en 1971 en el que O'Neill le dijo al presidente que había trabajado a lo largo de la frontera con Camboya en el agua en un barco Swift.

## Publicación del documento
Kerry ha hecho sus registros y diarios de Vietnam a disposición de su biógrafo, historiador Douglas Brinkley, pero no ha hecho otra cosa a disposición del público. Al abstenerse de hacer que los materiales a disposición del Washington Post en 2004, la campaña de Kerry citó un acuerdo de exclusividad con Brinkley. Sin embargo, posteriormente, Brinkley dijo al periódico que él interpretó el acuerdo como que solo requiere que las citas de los materiales citan su libro.
Durante la campaña del 2004, Kerry lanzó cientos de documentos relacionados con el servicio militar, incluyendo a su reserva y documentos de descarga.
La organización conservadora Judicial Watch presentó una solicitud de registros de Kerry con la Marina bajo la Ley de Libertad de Información. La Marina le proporcionó a la Judicial Watch una hoja de datos biográficos sobre Kerry, dos citaciones y un certificado por la medalla de plata de la estrella, dos citaciones y un certificado por la medalla de bronce de la estrella, y tres conjuntos de órdenes y certificados para el Corazón Púrpura. La Armada fue obligado a retener un adicional de 31 páginas de registros de personal, porque no se proporcionó una autorización de liberación, pero se refirió al solicitante a la página web de Kerry, que contenía documentos exentos de divulgación.
Kerry fue criticada por entidades SBVT y algunos medios de comunicación por no autorizar el acceso público independiente a su privacidad protegida registros de servicio. Después de la elección, el 20 de mayo de 2005, se firmó un formulario estándar 180 que permite plena libertad de todos sus registros de servicio militar, ncluyendo sus reservas y de descarga registros, así como sus registros médicos, a la Associated Press, el Boston Globe, y a Los Angeles Times. Kerry rechazó la petición del New York Sun de permitirles a sus reporteros investigar los registros. El Boston Globe reportó que el material ampliamente duplicaba lo que Kerry había publicado durante su campaña, y no incluía "nuevo material substancial".
Preguntado por qué había declinado para firmar anteriormente la firma del lanzamiento, Kerry respondió:

La llamada para mí que firme un formulario 180 provino de los mismos operarios partidistas que yacían sobre mi expediente a diario en la Web y en los medios de comunicación de derecha. A pesar de que los medios de comunicación fue desacreditarlos, continuaron a mentir. Me sentí fuertemente que no debemos rendir pleitesía a ellos ya sus intentos de arrastrar sus mentiras a cabo.

## Reporte del inspector general de la Marina sobre las medallas
En septiembre del 2004, el vicealmirante Ronald A. Ruta, la Marina de Inspector General, completó una revisión de medallas de combate de Kerry, iniciado a solicitud de Judicial Watch. En una nota al Secretario de Marina Gordon R. Inglaterra, Ruta declaró:

Nuestro examen reveló que la documentación existente sobre la Estrella de Plata, Estrella de Bronce y medallas Purple Heart indica el proceso de aprobación de los premios fue seguido correctamente. En particular, los oficiales superiores que otorgan las medallas fueron delegadas adecuadamente autoridad para hacerlo. Además, se encontró que se siguieron correctamente los procedimientos en vigor en el momento de la aprobación de estos premios. La realización de cualquier comentario adicional con respecto a los acontecimientos que tuvieron lugar hace más de 30 años no sería productivo. El paso del tiempo haría que la reconstrucción de los hechos y circunstancias poco fiables, y no permitiría que la información recopilada para ser considerado en el contexto de la época en que ocurrieron los hechos. Nuestra revisión también consideró el hecho de que las actividades de servicio post-activas del senador Kerry eran públicos y que los funcionarios militares y civiles eran conscientes de sus acciones en el tiempo. Por estas razones, he determinado que los premios del senador Kerry se aprobaron correctamente y tendrán ninguna otra acción en este asunto.

El 23 de septiembre del 2004, Judicial Watch apeló basándose en que "no hay ejemplos concretos documentales que fueran citados u ofrecidos como pruebas" en la carta del inspector general de la Marina respuesta. Judicial Watch también presentó una solicitud de Libertad de Ley de Información para la documentación de la investigación. El 4 de octubre de 2004 la Oficina del Inspector General de la Marina respondió con la documentación de la investigación.
Se incluyen dentro de la documentación de la Armada Inspector General era una discusión de las citas medalla duplicado Kerry había recibido en 1985:

Es evidente que las citas duplicadas emitidas bajo la firma del entonces secretario de Lehman y otros "en junio de 1985 fueron en respuesta a una solicitud del senador Kerry o su oficina. No es considerable correspondencia indicando esfuerzos en los últimos años a perseguir abajo varias citas, etc. Las citas bajo el nombre del Secretario Lehman parecen haber sido firmado por una máquina, lo que explicaría por qué ahora no recuerda ninguna participación.

En una carta del 5 de octubre del 2004 de la Judicial Watch, el Secretario de Inglaterra diferido a la autoridad de la Armada Inspector General como el oficial de investigación, y se negó a iniciar una revisión independiente. El 12 de octubre del 2004, el Judicial Watch dio a conocer un comunicado de prensa crítica de la decisión de la Armada que ninguna otra investigación o revisión se llevará a cabo.